# Talavera CF
Talavera CF was een Spaanse voetbalclub. Thuisstadion was het El Prado in Talavera de la Reina in de provincie Toledo. Het team speelt van 1993/94 tot de opheffing van de club in 2010 in de Segunda División B.

## Historie
Talavera CF werd opgericht in 1948 en was sinds het seizoen 1963/64 tot de opheffing niet verdwenen uit de hoogste Spaanse profliga's. De laatste seizoenen was de club een middenmoter; in de 18 seizoenen die het in totaal heeft doorgebracht in de Segunda División B speelde het team meestal in de middenmoot met hier en daar een uitschieter, zoals de 2e plaats in het seizoen 1996/97. Verder is de club 30 seizoenen uitgekomen in de Tercera División, voor het laatst in 1992/93. In het seizoen 2006/07 miste de club op een haar na de play-offs voor promotie naar de Segunda División A. In 2010 werd de club opgeheven. De club werd echter 1 jaar later voortgezet als CF Talavera de la Reina.

## Gewonnen prijzen
- Tercera División: 1990/91 en 1992/93